# Víctor Estrada
Víctor Manuel Estrada Garibay, född 28 oktober 1971 i Mexico City, är en mexikansk taekwondoutövare och olympisk medaljör.
Estrada tog brons i 80 kilosklassen i taekwondo under OS i Sydney 2000. i samband med de olympiska taekwondo-turneringarna 2004 i Aten.